# Kanelbulle
Cet article concerne le roulé à la cannelle. Pour les autres utilisations du terme « roulé », voir Roulé (homonymie).

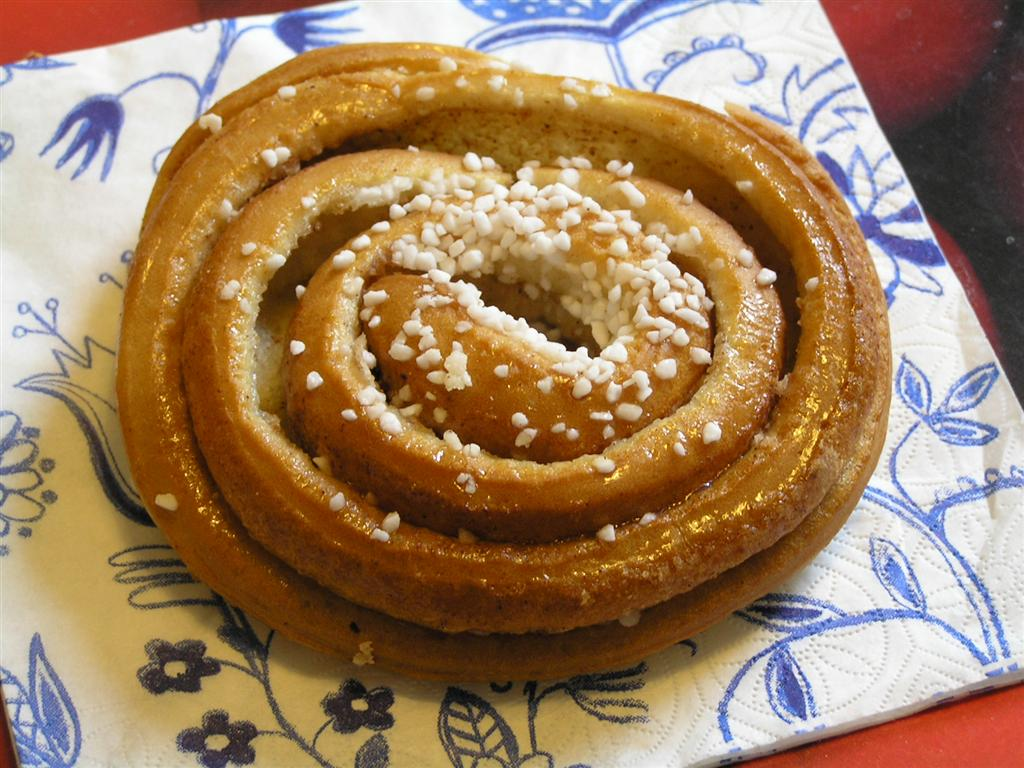
Une kanelbulle suédoise.

La kanelbulle (que l'on pourrait traduire par « brioche à la cannelle ») est une viennoiserie provenant de Suède mais également présente dans le reste de l'Europe du Nord, en Alsace-Moselle sous le nom de Schnäggekueche et connu en Amérique du Nord sous le nom de cinnamon rolls. Elle a été popularisée[Où ?] dans les années 1920 sous le nom de « roulé à la cannelle ».
Les brioches à la cannelle ont été introduites lorsque la disponibilité des ingrédients a augmenté après la Première Guerre mondiale. Les ingrédients sont principalement de la farine de blé, du lait, de la levure, du sucre et du beurre ou de la margarine. Souvent, on peut les trouver faites de pâte d'épices à la cardamome. Le fourrage se compose souvent de beurre ou de margarine, de sucre, d'épices, notamment la cannelle. L'« escargot » est badigeonné avec un œuf battu et est parsemé de sucre perlé. La forme est souvent circulaire, mais aussi ce qu'on appelle le pain végétalien, avec une double coque ; ainsi les nœuds et la brioche à la cannelle se forment. Il est fréquent de déposer les petits pains ronds dans du papier plié, dans lequel ils doivent lever et cuire au four.
En Suède, cette brioche typique est très appréciée et il n'est pas rare que les Suédois se retrouvent pour partager un moment (Fika) autour d'un café servi avec une Kanelbulle.
En 1999, Hembakningsrådet fonde le jour de la Kanelbulle. Chaque année en Suède, il est célébré le 4 octobre.
En 2013, l’Union européenne menace d'interdire les Kanelbullar en raison de la quantité de coumarine, une substance naturelle présente dans la cannelle de Chine, de la pâtisserie qui dépasse fréquemment la limite fixée de 15 mg par kilo.